# Kosinov (Adygejsko)
Kosinov (adygejsky: Косинов) je osada v rámci městského okruhu Majkop v Adygejské republice Ruské federace.
Nachází se v severní části městského okruhu Majkop. Je vzdáleno 14 km severně od města Majkop a 22 km jihovýchodně od města Belorečensk.

## Historie
Roku 1880 získal voják Filipp Kosinov, který žil ve vesnici Chanskaja, dva pozemky, na kterých byly založeny dvě osady.
První osada vlastněná jeho manželkou se nacházela v Giaginské volosti. Druhá osada Kosinov se nacházela v nejmenované rokli. První osada Kosinov se začala nazývat Těrskij.
Dne 20. února 1986 byla osada převedena z Majkopského rajónu do Majkopského městského sovětu.
Dne 18. srpna 1992 se osada dostala pod přímou správu Majkopské městské správy.
Od roku 2000 je součástí Majkopského městského okruhu a roku 2005 ji byl udělen statut obce.